# Xã Kinderhook, Michigan
Xã Kinderhook (tiếng Anh: Kinderhook Township) là một xã thuộc quận Branch, tiểu bang Michigan, Hoa Kỳ. Năm 2010, dân số của xã này là 1.497 người.